# لاسلو سچی
لاسلو سچی (مجاری: Széchy László; ۱۸ نوامبر ۱۸۹۱ – ۱۲ سپتامبر ۱۹۶۳) ورزشکار شمشیربازی اهل مجارستان بود.
وی در مسابقات کشوری و بین‌المللی در مجموع برندهٔ ۱ مدال نقره شده‌است.